# Deuda médica
Deuda médica se refiere a la deuda contraída por las personas debido a los costos de atención de salud y los gastos relacionados.
La deuda médica es diferente de otras formas de deuda, ya que se suele incurrir accidentalmente o sin culpabilidad. La gente no piensa enfermarse o herirse, y el recurso a la asistencia sanitaria es a menudo inevitable; las deudas médicas a menudo se tratan con más simpatía que otros tipos de deuda lo que tiene como consecuencia el consejo de que las personas no deben tratar de convertirlo en deuda de tarjetas de crédito.

## Estados Unidos
La deuda médica es un fenómeno especialmente notable en el Estados Unidos. En EE. UU. se ha encontrado a la deuda médica, según un estudio de 2009, como la principal causa  de bancarrota personal.
Una encuesta de 2007 encontró que unos 70 millones de estadounidenses tienen dificultades para pagar el tratamiento médico o tienen deudas médicas. 
Los estudios han descubierto que las personas más propensas a acumular grandes deudas médicas son las que no tienen seguro de salud para cubrir los costos de los medicamentos, tratamientos o procedimientos necesarios. En el año 2009 unos 50 millones de estadounidenses no tenían cobertura de salud. Sin embargo, alrededor del 60% de los que tenían deuda médica estaban asegurados. Los planes de seguros de salud rara vez cubren todos y cada uno de los gastos relacionados con la misma; para las personas aseguradas, la brecha entre la cobertura del seguro y la asequibilidad de la atención a la salud se manifiesta como una deuda médica. Al igual que con cualquier tipo de deuda, la deuda médica puede conducir a una serie de problemas personales y financieros - incluyendo el tener que privarse de alimentos y calefacción, aparte de una renuencia a buscar más tratamiento médico.
El cobro agresivo de deudas se ha destacado como un factor agravante. Un estudio ha encontrado alrededor del 63% de los adultos con deudas médicas ha evitado más tratamiento médico, en comparación con sólo el 19% de los adultos que no tenían ningún tipo de deuda.
De acuerdo con un estudio realizado en 2012 por Demos,  entre los hogares endeudados, el 62% citaron los gastos médicos sin fondo como una contribución a su deuda.